# جائزة الولايات المتحدة الكبرى 1961
جائزة الولايات المتحدة الكبرى 1961 هو سباق فورمولا 1 أقيم بتاريخ 8 أكتوبر 1961 في نيويورك. كان الثامن من أصل 8 في بطولة العالم لسباقات الفورمولا واحد موسم 1961. فاز به البريطاني إينيس أيرلاند.

## الترتيب النهائي
|         | الترتيب | السائق             | النقاط  |
| ------- | ------- | ------------------ | ------- |
|         | 1       | فيل هيل            | 34 (38) |
|         | 2       | فولفغانغ فون تريبس | 33      |
|         | 3       | ستيرلنغ موس        | 21      |
| 1       | 4       | دان جورني          | 21      |
| 1       | 5       | ريتشي جينثر        | 16      |
| المصدر: |         |                    |         |